# Abborren (1916)
Abborren, officiellt HM Ubåt Abborren, var en ubåt i Braxen-klass som var i tjänst i svenska Kungliga flottan mellan åren 1916 och 1937.